# Stenelmis cheryl
Stenelmis cheryl är en skalbaggsart som beskrevs av Brown. Stenelmis cheryl ingår i släktet Stenelmis och familjen bäckbaggar. Inga underarter finns listade i Catalogue of Life.